# Кессі Шарп
Кессі Шарп (англ. Cassie Sharpe) — канадська фристайлістка, що спеціалізується в хафпайпі, олімпійська чемпіонка, чемпіонка Європейських Х-ігор. 
Золоту олімпійську медаль та звання олімпійської чемпіонки Шарп здобула на Пхьончханській олімпіаді 2018 року в змаганнях на хафпайпі.

## Виноски
1. ↑  Cassie Sharpe profile. Canadian Olympic Committee. Архів оригіналу за 20 Лютого 2018. Процитовано 19 лютого 2018.